# Multiskalenanalyse
Die Multiskalenanalyse (MRA, englisch: multiresolution analysis) oder -approximation (MSA, englisch: multiscale approximation) des Funktionenraums {\displaystyle L^{2}(\mathbb {R} )} ist eine funktionalanalytische Grundkonstruktion der Wavelet-Theorie, welche die Approximationseigenschaften der diskreten Wavelet-Transformation beschreibt. 
Insbesondere erklärt sie die Möglichkeit und Funktionsweise des Algorithmus der schnellen Wavelet-Transformation.

## Definition
Eine Multiskalenanalyse des Raums L²(R) besteht aus einer Folge geschachtelter Unterräume
{\displaystyle \{0\}\subset \dots \subset V_{2}\subset V_{1}\subset V_{0}\subset V_{-1}\subset V_{-2}\subset \dots V_{-n}\subset \dots \subset L^{2}(\mathbb {R} )},
welche sowohl Selbstähnlichkeitbedingungen in Zeit/Raum und Skala/Frequenz als auch Vollständigkeits- und Regularitätsbedingungen erfüllt.
- Selbstähnlichkeit in der Zeit verlangt, dass jeder Unterraum {\displaystyle V_{k}} invariant ist unter Verschiebungen um ganzzahlige Vielfache von {\displaystyle 2^{k}}. Dies heißt, für jede Funktion {\displaystyle f\in V_{k},\;m\in \mathbb {Z} } gibt es eine Funktion {\displaystyle g\in V_{k}} mit {\displaystyle f(x)=g(x+m2^{k})}.
- Selbstähnlichkeit zwischen verschiedenen Skalen verlangt, dass alle Unterräume {\displaystyle V_{k}\subset V_{l},\;k>l,} zeitskalierte Kopien voneinander sind, wobei der Skalierungs- bzw. Streckungsfaktor {\displaystyle 2^{k-l}} beträgt. Dies heißt, für jede Funktion {\displaystyle f\in V_{k}} gibt es eine Funktion {\displaystyle g\in V_{l}} mit {\displaystyle g(x)=f(2^{k-l}x)}. Hat beispielsweise {\textstyle f}einen beschränkten Träger, so ist der Träger von {\textstyle g} um den Faktor {\displaystyle 2^{k-l}}zusammengestaucht. Mit anderen Worten, die Auflösung (im Sinne von Punkten auf einem Bildschirm) des l-ten Unterraums ist höher als die Auflösung des k-ten Unterraums.

- Regularität verlangt, dass der Modell-Unterraum {\displaystyle V_{0}}die lineare Hülle (algebraisch oder gar topologisch abgeschlossen) der ganzzahligen Verschiebungen einer oder endlich vieler erzeugender Funktionen {\displaystyle \varphi } oder {\displaystyle \varphi _{1},\dots ,\varphi _{r}} ist. Diese ganzzahligen Verschiebungen sollten zumindest eine Riesz-Basis, besser aber eine Hilbert-Basis des Unterraums {\displaystyle V_{0}\subset L^{2}(\mathbb {R} )} bilden, woraus ein schneller Abfall im Unendlichen der erzeugenden Funktionen folgt. Letzteres ist für Funktionen mit kompaktem Träger trivialerweise erfüllt. Die erzeugenden Funktionen werden Skalierungsfunktionen oder Vaterwavelets genannt. Oft werden sie als (stückweise) stetige Funktionen mit kompaktem Träger konstruiert.

- Vollständigkeit verlangt, dass diese geschachtelten Unterräume den gesamten Raum ausfüllen, das heißt, ihre Vereinigung {\displaystyle \textstyle \bigcup _{k\in \mathbb {Z} }V_{k}} soll dicht in {\displaystyle L^{2}(\mathbb {R} )} sein; weiterhin, dass sie nicht redundant sind, das heißt, ihr Durchschnitt {\displaystyle \textstyle \bigcap _{k\in \mathbb {Z} }V_{k}} darf nur das Nullelement enthalten.

## Skalierungsfunktion
Im praktisch wichtigsten Falle, dass es nur eine Skalierungsfunktion {\displaystyle \varphi } mit kompaktem Träger in der MRA gibt und diese eine Hilbert-Basis im Unterraum {\displaystyle V_{0}}erzeugt, erfüllt diese eine
Zwei-Skalen-Gleichung (in der engl. Literatur: refinement equation)
{\displaystyle \varphi (x)=\sum _{n=-N}^{N}a_{n}\cdot \varphi (2x-n)}.
Die dort auftretende Zahlenfolge {\displaystyle a=\{\dots ,0,a_{-N},\dots ,a_{N},0,\dots \}} heißt Skalierungsfolge oder -maske und muss ein diskreter Tiefpassfilter sein, was in diesem Falle bedeutet, dass 
{\displaystyle \sum _{n=-N}^{N}a_{n}=2} und {\displaystyle \sum _{n=-N}^{N}(-1)^{n}a_{n}=0}
erfüllt ist, bzw. dass die Fourierreihe
{\displaystyle {\hat {a}}(\omega ):={\frac {1}{2}}\sum _{k=-N}^{N}a_{k}e^{i\omega k}}
im Nullpunkt den Wert 1 und an der Stelle {\displaystyle \pi } eine Nullstelle hat, {\displaystyle {\hat {a}}(\pi )=0}. 
Es ist eine Grundaufgabe des Wavelet-Designs, Bedingungen an {\displaystyle a} festzustellen, unter denen gewünschte Eigenschaften von {\displaystyle \varphi }, wie Stetigkeit, Differenzierbarkeit etc. folgen. Soll {\displaystyle \varphi } orthogonal, d. h. senkrecht zu allen ganzzahligen Verschiebungen von sich selbst sein, so muss 
{\displaystyle \sum _{n=-N}^{N}a_{n}^{2}=2} und {\displaystyle \sum _{n=-N}^{N}a_{n}a_{n+2m}=0}
für {\displaystyle 0\neq m\in \mathbb {Z} } gelten, mittels der Fourierreihe lautet die Bedingung
{\displaystyle |{\hat {a}}(\omega )|^{2}+|{\hat {a}}(\omega +\pi )|^{2}\equiv 1}.
Üblicherweise werden diese Folgen als Koeffizientenfolgen eines Laurent-Polynoms {\displaystyle \textstyle a(Z)=\sum _{n=-N}^{N}a_{n}Z^{n}} angegeben, das heißt {\displaystyle {\hat {a}}(\omega )=a(e^{i\omega })}. Die Normierung schreibt sich damit als {\displaystyle a(1)=2}, die Tiefpasseigenschaft als {\displaystyle a(-1)=0} oder {\displaystyle a(Z)=(1+Z)^{A}p(Z)} für ein {\displaystyle 0<A\in \mathbb {N} }, die Orthogonalitätsbedingung als {\displaystyle a(Z)a(Z^{-1})+a(-Z)a(-Z^{-1})=4}.
Beispiele
- Das Haar-Wavelet hat eine Skalierungsmaske {\displaystyle a(Z)=1+Z}
- Das Wavelet mit Ordnung {\displaystyle A=2} der Daubechies-Familie hat die Skalierungsmaske

{\displaystyle a(Z)={\frac {1}{4}}(1+Z)^{2}\left((1+Z)+{\sqrt {3}}(1-Z)\right)}

### Geschachtelte Unterräume
Sei {\displaystyle \varphi } eine orthogonale Skalierungsfunktion. Dann kann ein affines Funktionensystem {\displaystyle \varphi _{j,k}(x)=2^{-j/2}\varphi (2^{-j}x-k)} und eine Folge von Skalierungsunterräumen {\displaystyle V_{j}=\operatorname {span} (\varphi _{j,k}:k\in \mathbb {Z} )} definiert werden. Damit gilt dann {\displaystyle V_{j+1}\subset V_{j}} und {\displaystyle \{\varphi _{j,k}:k\in \mathbb {Z} \}} ist eine orthonormale Basis von {\displaystyle V_{j}}.
Mit einem beliebigen ungeradem {\displaystyle K\in \mathbb {Z} } kann nun die Wavelet-Folge 
{\displaystyle b=\{\dots ,b_{-1},b_{0},b_{1},\dots \}} definiert werden, wobei {\displaystyle b_{n}:=(-1)^{n}a_{K-n}}.
Damit definiert sich das Wavelet als
{\displaystyle \psi (x):=\sum _{n=K-N}^{K+N}b_{n}\cdot \varphi (2x-n)}
und die Waveletunterräume als
{\displaystyle W_{j}=\operatorname {span} \left(\psi _{j,k}(x)=2^{-j/2}\psi (2^{-j}x-k):\;k\in \mathbb {Z} \right)}.
Mit diesen ergibt sich eine als Fischgräte bekannte orthogonale Zerlegung der Skalierungsräume
{\displaystyle V_{0}=W_{1}\oplus V_{1}=W_{1}\oplus W_{2}\oplus V_{2}=\dots }
und allgemein
{\displaystyle V_{J}=W_{J+1}\oplus \dots \oplus W_{M}\oplus V_{M}} bei {\displaystyle J<M}.
Die grundlegende analytische Forderung an eine MRA ist, dass die Wavelet-Unterräume den {\displaystyle L^{2}(\mathbb {R} )} voll ausschöpfen, das heißt {\displaystyle \textstyle \bigoplus _{n=-\infty }^{\infty }W_{n}} soll ein dichter Unterraum von {\displaystyle L^{2}(\mathbb {R} )} sein.